# Hiiskula
Hiiskula är en egendom i Vichtis vid sjön Alimmaisenjärvi. Den uppkom 1836 genom sammanslagning av två frälsehemman, som från 1540-talet till 1644 varit landbohemman under Svidja och därefter under Kourla gård, och ett skattehemman, samtliga i Vihtijärvi by. Med egendomen, som 1836-1868 ägdes av släkten Klinckowström och sistnämnda år övertogs av den nuvarande ägarsläkten (Brummer), förenades under 1800-talet ytterligare ett halvt dussin hemman. Den omfattar numera 3 233 hektar, varav 192 hektar åker. Huvudbyggnaden, en tvåvånings träbyggnad med sadeltak, härstammar från 1840-talet men har senare ombyggts vid flera tillfällen.